# Titán (DC Comics)
Titán es una luna, en los siglos 30 y 31 del universo DC. La luna está habitada por una colonia de telépatas.
Es el planeta natal de Saturn Girl, Imra Ardeen. Ella es uno de los telépatas más poderosos en la historia de Titán. Desde la hora cero, el súper villano Universo es también de Titán.
En cuanto a los diferentes universos de la Legion de Super-Heroes, cada uno muestra una versión diferente, tres versiones de Titán se muestran en el actual Multiverso DC. Mientras que los Titán-0 y Titán 247 son muy similares, el Titán-247 fue destruido durante el evento Hora cero, el primer Titán (que estaba implícito de ser parte del futuro del universo real) está poblado por telépatas silenciosos, sus cuerdas vocales están atrofiadas, y más tarde son erradicadas por el proceso evolutivo, debido a su forma avanzada de telepatía.

## Titanianos
En la Tierra-0, se revela que los Titanianos eran originalmente del planeta Lanoth. Lanoth fue destruida por Brainiac, quien embotellaba una ciudad para su estudio. La botella fue recuperada por Mon-El que recibió instrucciones para dejar la ciudad en Saturno. Jemm, el soberano del planeta Saturno era reacia a permitir que una especie de telépatas se establecieran allí, pero decidió poner su confianza en Mon-El y le permitió asentarlos en Titán. En agradecimiento los Lanothianos se cambiaron el nombre a Titanianos y estuvieron de acuerdo a servir bajo el imperio de Jemm. De acuerdo a la reina de Saturno, otros colonos se establecieron en Titán con los Lanothianos / Titanianos en algún momento antes del siglo 31, y la actual Reina de Saturno desciende de estos colonos.
Mientras que-el primer Titán no es un mundo xenófobo como Daxam y Rokyn, muchos Titanianos, especialmente los más jóvenes como Imra Ardeen y Jeyra Entinn, muestran un fuerte sentido de inadecuación cuando se enfrentan, a diario, con gente que habla.
Después del conflicto con Superboy Prime, el Instituto de tiempo se trasladó a Titán. Uno de sus científicos usó su visor de tiempo para presenciar el nacimiento del universo, algo que es estrictamente tabú. Las ondas de choque de este evento han condenado a todos los habitantes de Titán.